# SG LVB Leipzig
Die SG LVB Leipzig (Sportgemeinschaft Leipziger Verkehrsbetriebe) ist ein Leipziger Sportverein. Der Verein hat über 1500 Mitglieder in 18 Abteilungen – Fußball, Handball, Kanu, Kegeln, Lacrosse, Laufen, Tennis, Floorball, Schwimmen, Orientierungslauf, Volleyball, Wandern, Fitnessgymnastik, Gymnastik, Integrationssport, Rugby, Segeln, Wintersport.

## Geschichte des Vereins

Historisches Logo der BSG LVB

Die Geschichte des Vereins begann 1945 mit der Gründung der SG Connewitz. Diese wurde 1949 in Betriebssportgemeinschaft KWU Süd Leipzig umgewandelt. In den Jahren 1951 bis 1952 die BSG zunächst in BSG Lok Süd und schließlich in BSG Lok LVB umbenannt. Ab 1952 nahm das staatliche Komitee für Körperkultur und Sport der DDR seine Arbeit auf und schaffte neue Sportstätten, u. a. für zahlreiche Betriebssportgemeinschaften. Für BSG Lok LVB bedeutete das die Schaffung neuer Anlagen, z. B.
- am Stausee Knautkleeberg ein Bootshaus mit zehn Sportbooten für den Segelsport
- die Zwei-Bahnen-Kegelanlage am Straßenbahnhof Wittenberger Straße
- den Ausbau der Tennisanlage von fünf auf zehn Plätze
- Übernahme und Einrichtung der Sportanlage „Neue Linie“ (heute noch Spielort der Abteilungen Fußball und Tennis)

Im Jahre 1957 entfiel die Bezeichnung Lok aus dem Namen der BSG, die nun elf Sektionen unterhielt. Die Sektion Kanu, die sich später zur erfolgreichsten der BSG entwickelte, wurde 1970 aufgenommen.
Nach der staatlichen Einheit Deutschlands wurde 1990 die SG LVB als eingetragener Verein gegründet. Das Hauptinteresse galt von nun an der Entwicklung des Breitensports und so erreichte der Verein 1997 seine heutige Dimension von etwa 1500 Mitgliedern, die auf 17 Abteilungen verteilt sind. Fünf Jahre später kam es zu einer ersten Teilnahme an den Special Olympics in Frankfurt am Main und zum Aufstieg der Fußballer aus der Stadtliga in die Bezirksklasse Leipzig. Im darauffolgenden Jahr konnten auch die Handballer in die Regionalliga, die dritthöchste deutsche Spielklasse, aufsteigen und die Beachvolleyballanlagen auf dem Sportplatz „Neue Linie“ wurden eröffnet. 2004 wurde die 1. Herrenmannschaft der Handballer zur „Mannschaft des Jahres“ der Stadt Leipzig gewählt und die Sportanlage „Neue Linie“ erhielt neue Flutlichtmasten. Der Aufstieg der 1. Herrenmannschaft der Fußballer in die Bezirksliga Leipzig wurde im Jahr 2006 geschafft. 2015 stieg man als Tabellenletzter nach der Auflösung der Bezirksliga Sachsen in die Stadtliga (8. Liga) ab.

## Aktuelle Entwicklung
Die erfolgreichste Abteilung ist die der Kanuten, die mit vielen Medaillen bei deutschen Meisterschaften und internationalen Wettkämpfen überregional bedeutsam ist. Tina Dietze konnte im Jugendbereich mehrere deutsche Meisterschaften und internationale Medaillen gewinnen. Ihr größter sportlicher Erfolg bislang war die Goldmedaille im Zweier-Kajak über 500 m bei den Olympischen Spielen 2012 in London.
Auch die Abteilung Fußball, die in der letzten Saison des DDR-Fußballs in der viertklassigen Bezirksklasse Leipzig vertreten war, entwickelte danach zu einem bedeutenden Bereich der SG LVB. Die 1. Herrenmannschaft spielt seit der Saison 2006/07 – damals unter Trainer Michael Breitkopf, vorher im Trainerstab des FC Sachsen Leipzig – in der Bezirksliga. In der Spielzeit 2014/15 ist der georgische Exprofi Khvicha Shubitidze für das Team verantwortlich. Zuvor waren über viele Jahre u. a. Wolfgang Lischke, ehemaliger Stürmer bei den DDR-Oberligisten BSG Stahl Riesa, SG Dynamo Dresden und BSG Chemie Leipzig, sowie Frank Baum, ehemaliger DDR-Nationalspieler und Kapitän des 1. FC Lokomotive Leipzig als Trainer tätig.
Auf der Delegiertenversammlung am 29. März 2007 wurde Uwe Bartlitz mit großer Mehrheit erneut zum Präsidenten des Gesamtvereins gewählt.

## Handball
Die 1. Männermannschaft spielt in der Sachsenliga. Im Jugendbereich wird seit 2007 mit dem SC Leipzig 03 kooperiert. Die Handballabteilung hatte sich aus diesem Grunde zum 1. Juli 2007 in „Handballsportclub Leipzig in der SG LVB“ umbenannt und blieb damit im Großverein SG LVB e. V. integriert. Am 28. Mai 2009, nach zwei Jahren unter dem Namen „HSC Leipzig in der SG LVB“, hat sich die Handballabteilung wieder in SG LVB e. V. rückbenannt.
Im Jahr 2007 hatte man ein Freundschaftsspiel gegen den SC Magdeburg bestritten, dies verlor man aber deutlich. Dieses Spiel kam zustande, weil im November 2006, Erik Göthel wieder zum SC Magdeburg wechselte.
Die Saison 08/09 stellt eines der erfolgreichsten der Vereinsgeschichte dar – nie zuvor gab es vier Titelgewinne in einer Saison: Nach der Sachsenmeisterschaft und dem Gewinnen des mitteldeutschen und des sächsischen Pokals folgte im August der Gewinn des Sächsischen Supercups.
Das Ziel in der Saison 09/10 war es, die Liga zu halten. Dies wurde aber nicht geschafft, weil nur die ersten 10 Mannschaften in der Liga verweilen durften. Der Grund hierfür ist, dass ab der Saison 10/11 nur noch 4 Regionalligen vom DHB angedacht waren und somit eine Schmälerung der Teams herbeigeführt werden musste. Man schaffte aber den Einzug in den DHB-Pokal, durch den Gewinn des Sächsischen Pokals im Vorjahr. Im DHB-Pokal gewann man die erste Begegnung gegen den TV 08 Willstätt, um dann in der 2. Runde gegen die MT Melsungen mit 30 : 46 auszuscheiden. Man konnte während der Saison Sascha Meiner und Jacob Fritzsch verpflichten, die schon in ihrer Jugend bei der SG LVB gespielt hatten. Beide kamen ablösefrei von ihren Vereinen und sollten ihre jeweilige Position verstärken.
Am 5. Mai 2010 gründete man mit der SC DHfK Leipzig und dem 1. SV Concordia Delitzsch die Handball Akademie Leipzig/Delitzsch. Mit der Akademie soll eine Ära des leistungsorientierten männlichen Jugendhandballs in Mitteldeutschland eingeleitet werden. Ziel des neuen Nachwuchs-Leistungszentrums sei, „mittelfristig am kommenden Bundesligaspielbetrieb der Jugend teilzunehmen und somit zu den 48 besten A-Jugend-Teams Deutschlands zu gehören“, so der neue Vereinsvorsitzende Michael Weßner.
In der Saison 2010/11 spielte man in der neu geschaffenen Mitteldeutsche Oberliga. Man konnte sich mit sieben Minuspunkten den ersten Platz, vor dem sächsischen Konkurrenten aus Dresden, sichern. Damit spielte man in der folgenden Saison in der 3. Liga Ost. In der Saison 2016/17 scheiterte Leipzig in der Relegation und stieg in die Oberliga ab.

### Spielbetrieb als SG Leipzig II
In der Saison 2017/2018 erreichte die Mannschaft den ersten Platz in der Oberliga Mitteldeutschland und sicherte sich somit den Aufstieg in die 3. Liga. Im April 2018 gründete der SG LVB Leipzig zusammen mit der SC DHfK Leipzig eine Spielgemeinschaft unter dem SG Leipzig. Die Bundesligamannschaft der SC DHfK Leipzig wird weiterhin unter dem Markennamen SC DHfK Leipzig antreten. Auch die Nachwuchsmannschaften bleiben von der Namensänderung unberührt. Die SG LVB Leipzig lief der Saison 2018/2019 als SG Leipzig II in der 3. Liga auf.

### Bekannteste ehemalige Spieler
- Erik Göthel
- Carlo Wittig
- Sascha Meiner

### Die Saisonbilanzen
| Saison    | Liga                          | Platz | Spiele | Tore        | Diff. | Punkte  |
| --------- | ----------------------------- | ----- | ------ | ----------- | ----- | ------- |
| 1999/2000 | Regionalliga Süd Staffel Nord | 13.   | 26     | 0554 : 0642 | − 088 | 10 : 42 |
| 2000/01   | Oberliga Sachsen              | 2.    | 00     | 0000 : 0000 | ± 000 | 00 : 00 |
| 2001/02   | Oberliga Sachsen              | 1.    | 26     | 0732 : 0510 | + 222 | 46 : 06 |
| 2002/03   | Oberliga Sachsen              | 1.    | 26     | 0780 : 0579 | + 201 | 47 : 05 |
| 2003/04   | Regionalliga Mitte            | 12.   | 30     | 0897 : 0921 | − 024 | 21 : 39 |
| 2004/05   | Regionalliga Mitte            | 16.   | 30     | 0845 : 0940 | − 095 | 15 : 45 |
| 2005/06   | Oberliga Sachsen              | 3.    | 26     | 0815 : 0728 | + 087 | 37 : 15 |
| 2006/07   | Regionalliga Süd              | 18.   | 34     | 0919 : 1091 | − 172 | 13 : 55 |
| 2007/08   | Oberliga Sachsen              | 3.    | 26     | 0794 : 0736 | + 058 | 35 : 17 |
| 2008/09   | Oberliga Sachsen              | 1.    | 26     | 0818 : 0616 | + 202 | 49 : 03 |
| 2009/10   | Regionalliga Süd              | 13.   | 30     | 0836 : 0915 | − 079 | 18 : 42 |
| 2010/11   | Mitteldeutsche Oberliga       | 1.    | 26     | 0839 : 0694 | + 145 | 45 : 07 |
| 2011/12   | 3. Liga                       | 10.   | 27     | 0729 : 0763 | − 034 | 26 : 28 |
| 2012/13   | 3. Liga                       | 5.    | 30     | 0879 : 0844 | + 035 | 37 : 23 |
| 2013/14   | 3. Liga                       | 10.   | 30     | 0834 : 0799 | + 035 | 28 : 32 |
| 2014/15   | 3. Liga                       | 3.    | 30     | 0891 : 0846 | + 045 | 38 : 22 |
| 2015/16   | 3. Liga                       | 7.    | 30     | 0840 : 0805 | + 037 | 30 : 30 |
| 2016/17   | 3. Liga                       | 14.   | 30     | 0765 : 0855 | − 090 | 19 : 41 |
| 2017/18   | Mitteldeutsche Oberliga       | 1.    | 26     | 0692 : 0584 | + 108 | 42:10   |

|  | Aufstieg in die Regionalliga/3. Liga                    |
|  | Abstieg in die Oberliga Sachsen/Mitteldeutsche Oberliga |